# Bill Thieben
William Bernard Thieben, detto Bill (Sayville, 28 marzo 1935 – 15 aprile 2021), è stato un cestista statunitense, professionista nella NBA.

## Carriera
Venne selezionato dai Fort Wayne Pistons al terzo giro del Draft NBA 1956 (22ª scelta assoluta).